# كريستين برس
كريستين بريس (بالإنجليزية: Christen Press) (29 ديسمبر 1988 بلوس أنجلوس في الولايات المتحدة - ) هي لاعبة كرة قدم أمريكية في مركز الهجوم، شاركت في الألعاب الأولمبية الصيفية 2016. وشاركت مع منتخب الولايات المتحدة لكرة القدم للسيدات ومنتخب الولايات المتحدة تحت 20 سنة للسيدات لكرة القدم. أما مع النوادي، فقد لعبت مع شيكاغو رد ستارز ونادي هكن للسيدات وTyresö FF ‏ وMagicJack (WPS) ‏ وPali Blues ‏.

## وصلات خارجية
- كريستين برس على موقع الاتحاد الدولي (مؤرشف)  (الإنجليزية)
- كريستين برس على موقع الاتحاد الأوربي (الإنجليزية)
- كريستين برس على موقع قاعدة بيانات كرة القدم.إي يو (الإنجليزية)
- كريستين برس على موقع Soccerway.com (الإنجليزية)
- كريستين برس على موقع اللجنة الأولمبية الدولية (الإنجليزية)
- كريستين برس على موقع أوليمبيديا (الإنجليزية)